# Richmond Sarpong
Pour les articles homonymes, voir Sarpong.
Richmond Sarpong (né le 23 avril 1974 à Bechem, Ghana) est un chimiste ghanéen-américain, professeur à l'université de Californie à Berkeley. Sarpong travaille sur la synthèse totale de produits naturels pour mieux comprendre les systèmes biologiques et permettre le développement de nouvelles thérapies. Il a reçu une bourse Guggenheim en 2017 et est élu membre de l'Association américaine pour l'avancement des sciences en 2020. Il siège aux comités de rédaction de Organic Syntheses, Accounts of Chemical Research et Synlett.

## Enfance
Sarpong est né à Bechem, dans la Région de Brong Ahafo au Ghana, le 23 avril 1974, et a passé sa petite enfance à Bolgatanga,. Sa mère est enseignante et son père médecin et titulaire d'une maîtrise en santé publique,. C'est au cours de son enfance que Sarpong s'est intéressé pour la première fois à la chimie, lorsqu'il a constaté l'efficacité du médicament ivermectine dans la lutte contre la cécité des rivières (onchocercose). L'ivermectine était distribuée gratuitement en Afrique par Merck et le père de Sarpong a travaillé avec l'Organisation mondiale de la santé pour aider à la distribution du médicament. Sarpong a mis la main sur l'exemplaire de son père de l'Index Merck, une encyclopédie des produits chimiques, et a passé son temps libre à imaginer comment la chimie pourrait changer la vie des gens. En 1984, la famille de Sarpong a déménagé à Livingstone, en Zambie et plus tard à Lobatse, au Botswana en 1986. En Zambie et au Botswana, il a vu l'impact dévastateur du VIH/SIDA en Afrique. Au Botswana, Sarpong a fréquenté l'école Maru-a-Pula, où il a été initié à la chimie organique par son professeur, le Dr Ramakrishna,. Avoir ce mentor supplémentaire a encouragé Sarpong à poursuivre une carrière en chimie, malgré une offre d'un programme prémédical dans une université britannique.

## Éducation et formation
Sarpong a déménagé aux États-Unis en 1991 pour étudier la chimie au Macalester College. À Macalester, il a mené des recherches de premier cycle avec Rebecca C. Hoye sur la détermination de la stéréochimie absolue des molécules organiques à l'aide de la méthode de Mosher. Sarpong a obtenu son bachelor en chimie en 1995.
Sarpong a ensuite poursuivi des études doctorales avec Martin Semmelhack à l'université de Princeton. Dans le laboratoire du professeur Semmelhack, il a travaillé sur des composés organiques contenant le groupe fonctionnel enediyne, qui modélisent l'activité de la classe d'antibiotiques calichéamicine,. Sarpong a obtenu son doctorat en 2001 avec une thèse intitulée A study of enediyne functional analogs : model frameworks based on calicheamicin and esperamicin.
Sarpong est boursier postdoctoral UNCF-Pfizer au Caltech, dans le laboratoire de Brian Stoltz (en). Il travaille aux côtés de Neil Garg (en), alors étudiant diplômé, pour achever la première synthèse totale de l'inhibiteur de phosphate dragmacidine D. Sarpong a également développé un nouveau réarrangement en tandem Wolff / Cope pour synthétiser des molécules à anneaux fusionnés.

## Recherche et carrière
En 2004, Sarpong a commencé sa carrière scientifique indépendante à l'université de Californie à Berkeley en tant que professeur adjoint. Il est promu professeur associé en 2010 et professeur titulaire en 2014.
Le groupe Sarpong est spécialisé dans la synthèse de molécules organiques bioactives, avec un focus sur les produits naturels de la flore et de la faune. Il a développé de nouvelles stratégies de synthèse pour les alcaloïdes, une famille de médicaments naturels qui comprend la quinine et la morphine. En particulier, Sarpong s'intéresse à la synthèse de produits naturels pour le traitement des maladies neurodégénératives.
En 2017, Sarpong a prononcé une conférence à TEDx Berkeley intitulée The face of disease in Sub-Saharan Africa, dans laquelle il décrit comment le fait de grandir en Afrique a influencé son désir de poursuivre la chimie, et a également encouragé les auditeurs à réévaluer leur perception de la maladie en Afrique,. Sarpong s'est engagé à améliorer la diversité au sein de la communauté de la chimie et a soutenu de nombreux universitaires au début de leur carrière universitaire.

## Prix et distinctions
- 2009 UC Berkeley College of Chemistry Teaching Award[19]
- Prix de chimie organique synthétique 2015 de la Royal Society of Chemistry[20]
- Arthur C. Cope Scholar Award 2015
- Prix Noyce 2016 pour l'excellence en enseignement de premier cycle[21]
- Bourse Guggenheim 2017[16]
- Prix AR Katritzky de la Société internationale de chimie hétérocyclique 2019[22]
- Prix Mukaiyama de la Société de chimie organique synthétique du Japon (SSOJC) 2019[23],[4]
- Membre élu 2020 de l'Association américaine pour l'avancement des sciences[24],[25].

## Publications (sélection)
- Palani, Hugelshofer, Kevlishvili et Liu, « A Short Synthesis of Delavatine A Unveils New Insights into Site-Selective Cross-Coupling of 3,5-Dibromo-2-pyrone », J. Am. Chem. Soc., vol. 141, no 6,‎ 2019, p. 2652–2660 (PMID 30646686, DOI 10.1021/jacs.8b13012, S2CID 58587014, lire en ligne)
- Roque, Jose B.; Kuroda, Yusuke; Göttemann, Lucas T.; Sarpong, Richmond (2018). "Deconstructive diversification of cyclic amines". Nature. 564 (7735): 244–248. DOI 10.1038/s41586-018-0700-3.
- Marth, C. J.; Gallego, G. M.; Lee, J. C.; Lebold, T. P.; Kulyk, S.; Kou, K. G. M.; Qin, J.; Lilien, R.; Sarpong, R. (2015-12). "Network-analysis-guided synthesis of weisaconitine D and liljestrandinine". Nature. 528 (7583): 493–498. DOI 10.1038/nature16440.  (ISSN 1476-4687).
- (en) Jeffrey et Sarpong, « Intramolecular C(sp3)–H amination », Chemical Science, vol. 4, no 11,‎ 2013, p. 4092 (ISSN 2041-6520, DOI 10.1039/c3sc51420j, lire en ligne)

## Vie privée
Sarpong joue au tennis pendant son temps libre. Alors qu'il fréquentait le Macalester College en tant qu'étudiant de premier cycle, il a établi le record du 100 mètres.
La sœur de Sarpong, Martha Sarpong, est directrice R&D et chef de projet chez GlaxoSmithKline Pharmaceuticals,.